# 洽草属
洽草属（虉草屬，学名：Koeleria）是禾本科下的一个属，为一年生或多年生、簇生草本植物。该属共有约20种，分布于温带地区。